# Alison Brooks (Architektin)
Alison Brooks (geboren 1962 in Welland (Ontario), Kanada) ist eine kanadisch-stämmige, britische Architektin, RIBA, FRSA, RDI. Für bisherige Projekte erhielt sie die Ehrendoktorwürde der University of Waterloo, den RIBA Stirling Prize, zweimal die Manser Medal und den Stephen Lawrence Prize.

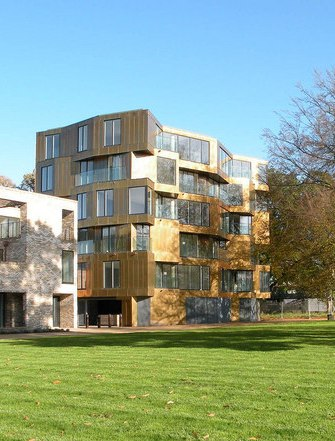
Accordia Brass Building, Cambridge 2011

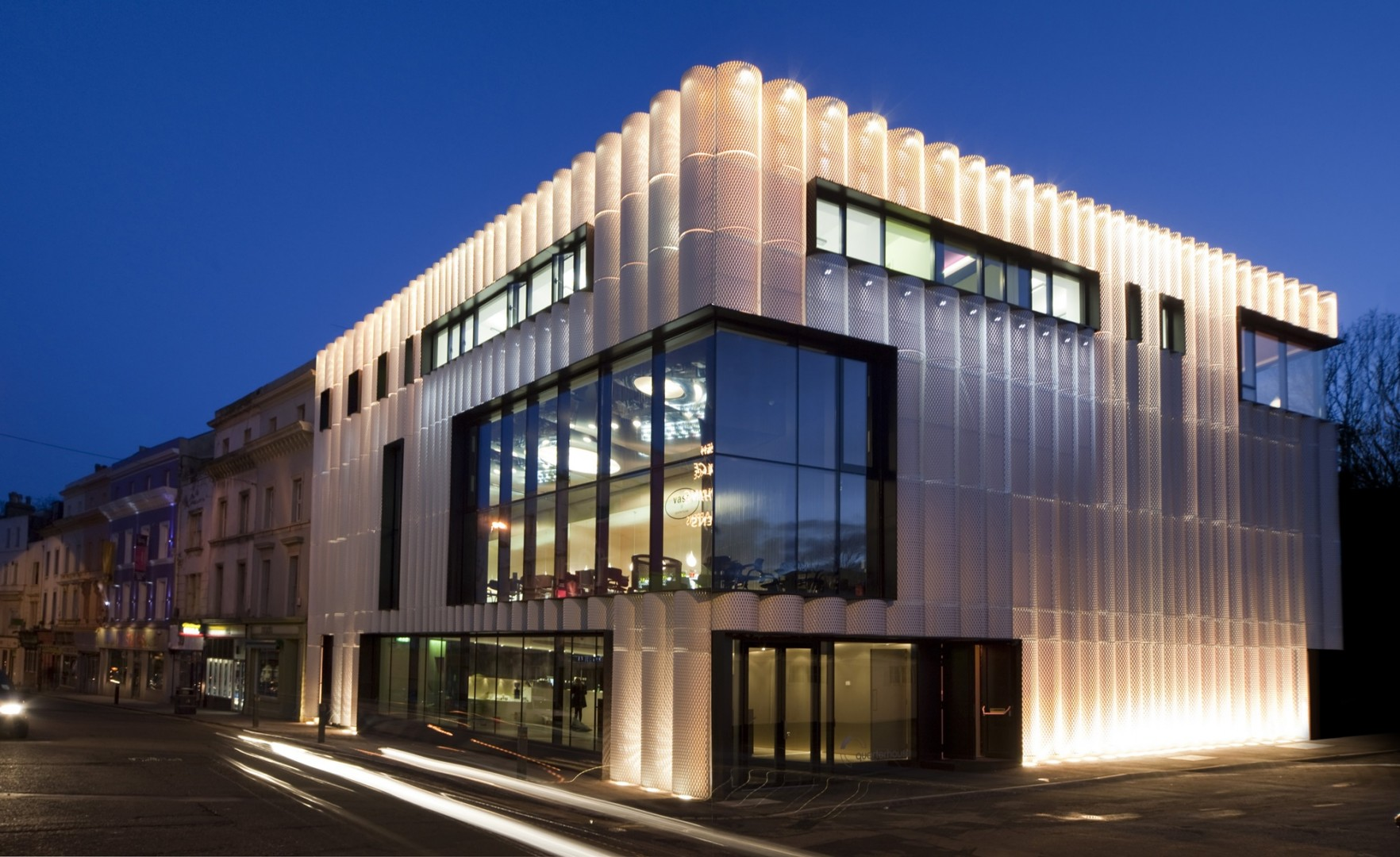
Kulturzentrum Quarterhouse in Folkestone 2009

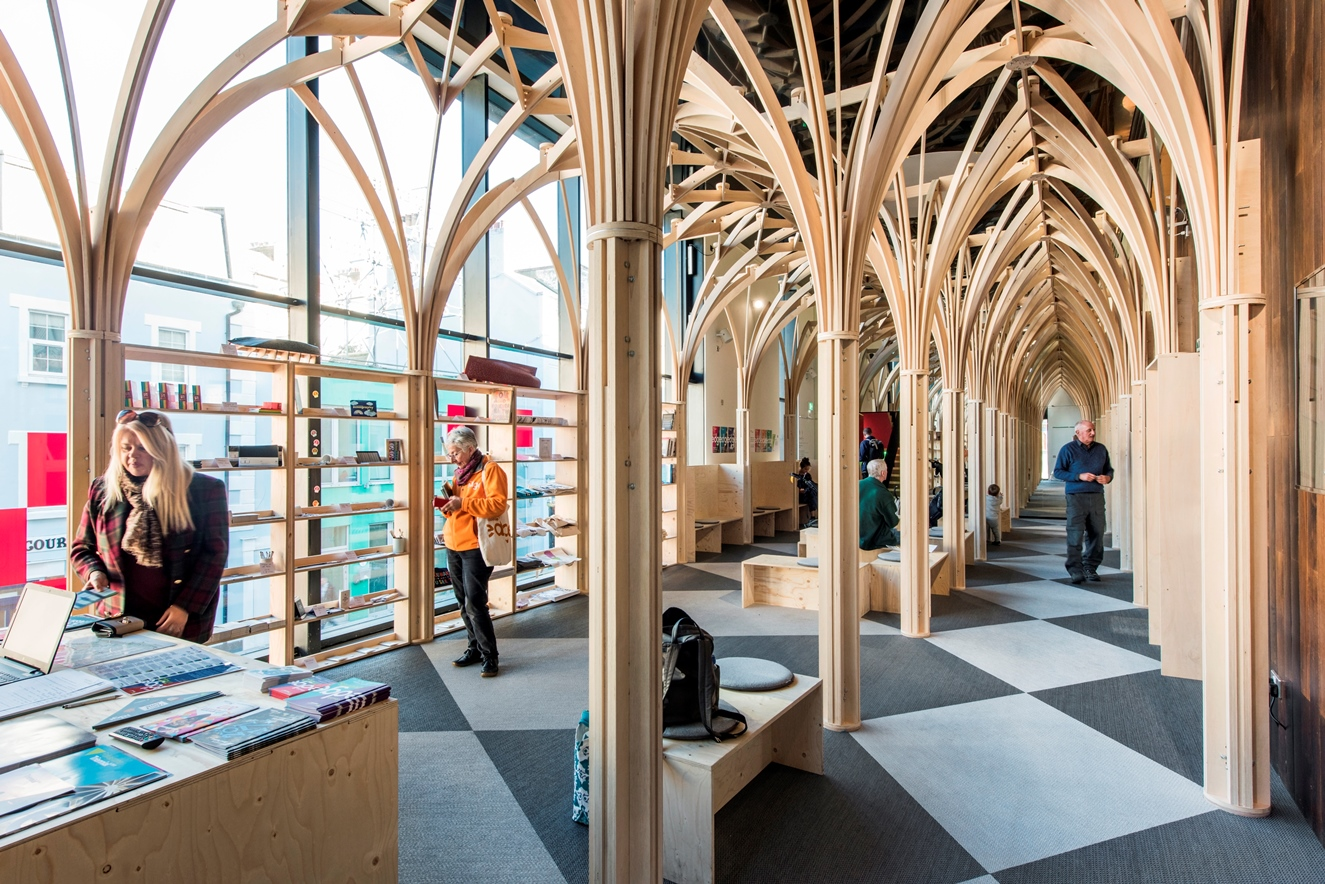
Kulturzentrum Quarterhouse in Folkestone, Innenansicht 2009

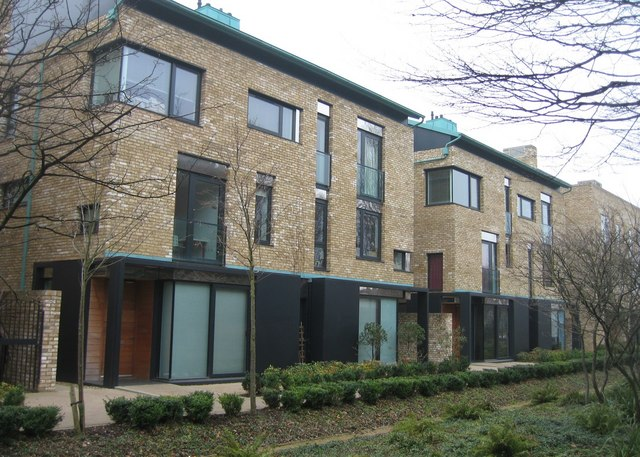
Accordia Sky Villas, Cambridge 2006

## Leben

### Ausbildung und Berufseinstieg
Brooks schloss ihr Architekturstudium an der University of Waterloo in Kanada 1988 mit einem Bachelor of Architecture ab. Unmittelbar danach zog sie nach London.

### Ron Arad Associates
1989 gründete Ron Arad mit Alison Brooks das Architekturbüro Ron Arad Associates. So war Brooks an Projekten etwa an der Planung des Chalk Farm Studio und der Innenarchitektur des Opernhauses in Tel Aviv beteiligt.

### Alison Brooks Architects (ABA)
1996 gründete Brooks ihr eigene Architekturbüro. Sie begann zunächst experimentelle Einzelhäuser und Stadthäuser zu bauen, bis sie schließlich erfolgreich an Wettbewerben teilnahm. Sie wurde für innovatives Bauen bekannt und entwickelte einen wieder erkennbaren, skulpturalen Stil.
In vielen von Brooks Projekten geht es um die Renovierung/Umwidmung bestehender Gebäude in einem städtischen Umfeld. Sie ist in alle Projekte des Architekturbüros involviert und legt Wert auf gute Kommunikation im Team. Brooks erachtet die Klimakrise aktuell als die größte Herausforderung für Architekten.

„Seit Jahrtausenden steht das westliche Konzept der „Zivilisation“ für die Herrschaft des Menschen über die Natur. Wir müssen diese Denkweise umkehren, damit die Zukunft der Menschheit und der Natur beide als „Kultur“ betrachtet werden“

Das Quarterhouse in Folkestone ist Bestandteil eines Sanierungsprogrammes. Es beherbergt im Erdgeschoss einen großen Bereich für Veranstaltungen und Ausstellungen. Im ersten Stock befinden sich ein Café, im obersten Stock Firmenräume. Die nachts beleuchtete transparente Fassade soll an Muschelschalen oder auch an Theatervorhänge erinnern. Unbeleuchtet interagiert die Fassade tagsüber mit dem Sonnenlicht durch den komplexen Aufbau des Materials.
The Smile wurde 2016 für das London Design Festival entwickelt. Es handelte sich um einen 34 Meter langen, an beiden Enden nach oben gebogenen Tunnel, der aus dem Holz des amerikanischen Tulpenbaums in Zusammenarbeit mit dem Ingenieurbüro Arup gebaut wurde. Der Pavillon sollte das Potential von querlaminiertem Hartholz veranschaulichen. Der Besuchereingang war exakt in der Mitte, wo der Pavillon auf dem Boden aufliegt. Die Enden waren jeweils als Aussichtsplattform gestalten.
Im Herzen von Oxford hat Brooks einen Erweiterungsbau für das 700 Jahre alte Exeter College, das Cohen Quadrangle (kurz: Quad) entworfen. Es birgt Zimmer für 90 Studenten, einen Hörsaal, Seminarräume, Räume für gemeinsames Lernen, ein Café, ein Archiv und Büros. In dem S-förmig nach oben gewölbten Gebäude befinden sich zwei Höfe, die mit einem hölzernen Wandelgang verbunden sind. Das Zentrum bildet ein Raum, der über mehrere Stockwerke offen ist und als Treffpunkt und zum Lernen und Austauschen geeignet ist. Das gewölbte Dach ist aus Edelstahlstreben, die bis in den Boden verlaufen.

### Lehr- und Prüfertätigkeiten
Brooks hält weltweit Vorträge über Architektur und Stadtplanung. Sie hat zudem Lehraufträge an der Harvard Graduate School of Design (GSD) in den Vereinigten Staaten, der Architectural Association School of Architecture (AA) in London und der Escuela Técnica Superior de Arquitectura de Madrid (ETSAM).
Brooks engagiert sich auch als externe Prüferin an der University College London, der University of Bath, der University of Lincoln und der Architectural Association School of Architecture.

### Auszeichnungen
Brooks ist die einzige britische Architektin, die alle wichtigen Preise des Vereinigten Königreiches erhalten hat: den RIBA Stirling Prize des Royal Institute of British Architects, zweimal die Manser Medal und 2006 den Stephen Lawrence Prize. 2013 wurde sie im Rahmen der Women in Architecture Awards als Architektin des Jahres für das Bauen von bezahlbaren Wohnungen wie bei dem Projekt Newhall Be oder dem Einsatz innovativer Materialien wie bei Lens House ausgezeichnet. 2017 wurde sie in die Riege der Royal Designers for Industry aufgenommen.
2014 bekam Brooks von der University of Waterloo den Alumni Achievement Award (Absolventen-Preis für besondere Leistungen) und 2016 die Ehrendoktorwürde als Ingenieurin verliehen.

## Projekte und Preise (Auswahl)
Mit Ron Arad Architects
- 1991: Chalk Farm Studio, Apartment in London.[9]
- 1994: Innenausstattung des Neuen Opernhauses in Tel Aviv, Israel.[10]

Mit Alison Brooks Architects
- 2005: Wrap House, Renovierung und Erweiterung eines privaten Wohnhauses in London
  - 2006: RIBA Stephen Lawrence Prize, RIBA National Award, RIBA London Regional Award.[11][6]
- 2006: Accordia Sky Villas, vier dreistöckige Doppelhaushälften innerhalb des Wohnprojektes Accordia in Cambridge, Vereinigtes Königreich
  - 2006: Gesamtsieger des Housing Design Award
  - 2008: RIBA Stirling Prize.[12]
- 2005: The Salt House, Wochenendhaus in Essex
  - 2007: The Manser Medal, RIBA-Nationalpreis
  - 2008: International Architecture Award des Chicago Athenaeum – Museum of Architecture and Design.[13][14]
- 2009: Quarterhouse, Kulturzentrum mit Galerie, Konzertsaal und Bühne in Folkestone, Kent, Vereinigtes Königreich
  - 2009: RIBA National Award
  - 2010: Kent Design Awards in der Kategorie Best Public Building.[15]
- 2011: Accordia Brass Building, außergewöhnliches 10-Familien-Haus in einem dicht bebauten Wohnquartier in Cambridge, Vereinigtes Königreich
  - 2006: Bestes Wohngroßprojekt der National Homebuilders Awards, Gesamtsieger des Housing Design Awards
  - 2007: Civic Trust Award; 2008: RIBA National Award, RIBA Stirling Prize.[16]
- 2012: Newhall Be, Einfamilienhaus-Siedlung in Harlow, Vereinigtes Königreich.
  - 2009: Projektpreis der Housing Design Awards, Small House of the Year der British Home Awards
  - 2010: Gold Standard von Building For Life
  - 2013 RIBA National Award, Gewinner des Housing Design Awards.[17]
- 2012: Lens House, Umbau eines verfallenden Hauses im Norden on London.[18]
- 2015: Ely Court, 43 Wohnungen im Sanierungsgebiet des London Borough of Brent, Vereinigtes Königreich.
  - 2016: RIBA National Award and Housing Design Award des Mayor of London Award
  - 2017: Finalist des EU Mies van der Rohe Award.[19]
- 2016: The Smile, Holzpavillon auf dem Geländes des Chelsea College of Art and Design im Rahmen des London Design Festival.
  - 2016: Auszeichnung bei den Wood Design & Building Awards
  - 2017: Architizer A+ Awards in der Kategorie „Pavilions“, Wood Awards in der Kategorie „Structural Award“.[20]
- 2020: Cohen Quadrangle am Exeter College, Oxford, Vereinigtes Königreich.
  - 2021: Civic Trust Award
  - 2022: RIBA South Building of the Year Award, RIBA South Regional Award.[21]
- 2021: Windward House, Erweiterungsbau eines Wohnhauses in St. Briavels, Gloucestershire, Vereinigtes Königreich.
  - 2021: The Manser Medal.[22]

## Veröffentlichungen
- Alison Brooks: The cultural divide. In: Furniture + architecture. Wiley-Academy, London 2002, ISBN 978-0-470-84568-4 (englisch).
- Alison Brooks Architects: Four bedroom semi-detached house. In: Mike Keys, Stephanie Laslett (Hrsg.): Dwelling: Accordia. Black Dog, London 2009, ISBN 978-1-906155-90-2.
- Ideals then Ideas. Alison Brooks Architects. Dalhousie Architectural P, 2021, ISBN 978-0-929112-73-2.